# 715 TCN
715 TCN là một năm trong lịch La Mã.